# 375 أورسولا
375 أورسولا هو كويكب من أكبر الكويكبات في حزام الكويكبات. تم اكتشافه من قبل أوغست شارلويز في 18 سبتمبر 1893، في مرصد نيس، فرنسا.يقدر قطرة في حدود 216 ± 10 كم إستنادا إلى حدث احتجاب في 15 نوفمبر 1984 الذي أضهر ستة أوتار.

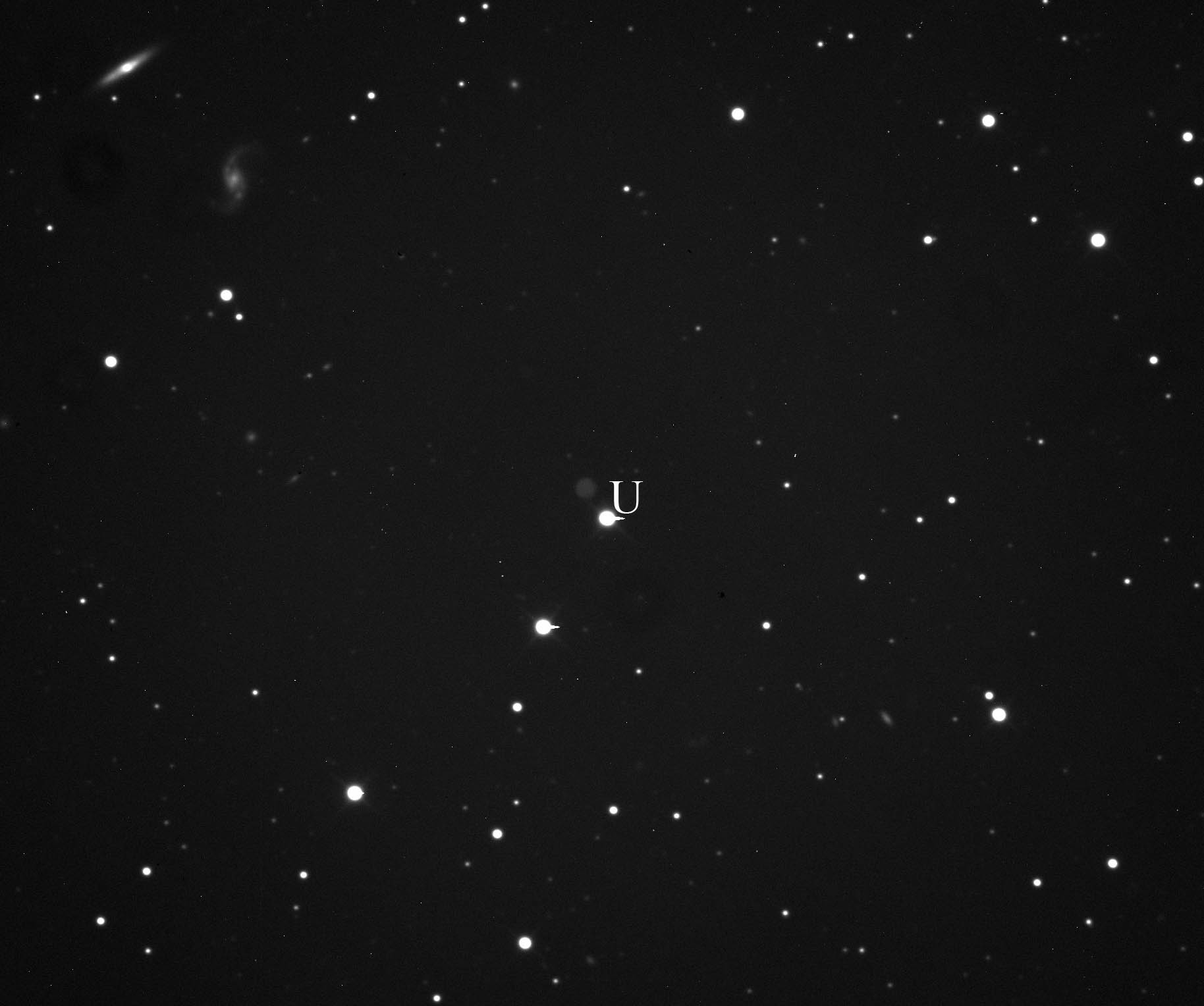
الكويكب 375 أورسولا (قدر ظاهري 11.4) بالقرب من النجم TYC 581-36-1 (القدر 11.9). المجرتان قدرهما حول 15 15.